# 铜鼓乡 (仪陇县)
铜鼓乡，是中华人民共和国四川省南充市仪陇县下辖的一个乡镇级行政单位。

## 行政区划
铜鼓乡下辖以下地区：
青云社区、严家桥村、廖家沟村、崩山子村、余家坝村、李家寨村、盐井坝村、雁山寨村、常家营村、烟斗山村、金锅场村、五通嘴村、响滩子村、盛家沟村、凌云寺村和董家沟村。